# Pegesimallus angusticornis
Pegesimallus angusticornis là một loài ruồi trong họ Asilidae. Pegesimallus angusticornis được Ricardo miêu tả năm 1925.